# Kembathanahalli, Kolar
Kembathanahalli là một làng thuộc tehsil Kolar, huyện Kolar, bang Karnataka, Ấn Độ.